# Hagers
Hagers (mundartlich: im Hagərs) ist ein Gemeindeteil der Gemeinde Hergensweiler im bayerisch-schwäbischen Landkreis Lindau (Bodensee).

## Geographie
Der Weiler liegt circa 500 Meter südwestlich des Hauptorts Hergensweiler. Nördlich des Orts verläuft die Bahnstrecke Buchloe–Lindau. Im Süden von Hagers fließt die Leiblach. 

## Ortsname
Der Ortsname stammt vom Familiennamen Hager und bedeutet somit (Ansiedlung) des Hager. Eine andere Quelle geht von einem ursprünglichen Flurnamen Hager aus.

## Geschichte

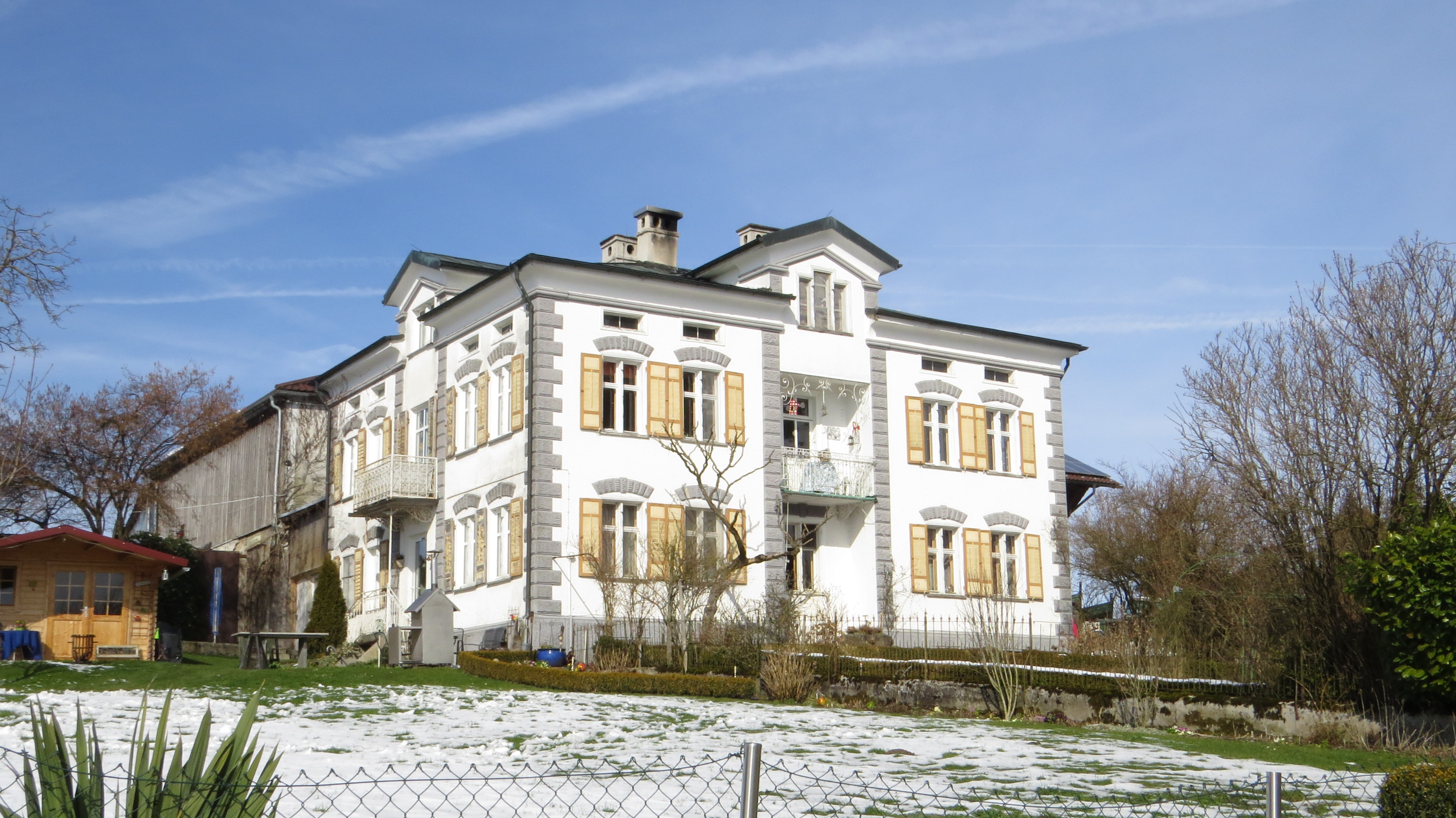
Baudenkmal in Hagers

In historischen Dokumenten wird als früherer Name von Hagers der Ortsname Gerwigs bzw. Gerwitz genannt. Hagers wurde erstmals urkundlich um das Jahr 1382 mit Ulrich Hager erwähnt. 1626 wurden neun Häuser sowie die Ha(ger) M(ühle) im Ort gezählt. Wahrscheinlich im Jahr 1682 wurde die Antoniuskapelle anstelle einer Pestkapelle erbaut. Hagers gehörte einst zum äußeren Gericht der Reichsstadt Lindau. 1943 wurde der Mühlbetrieb in der Hagermühle eingestellt.

## Baudenkmäler
Siehe: Liste der Baudenkmäler in Hagers